# 哈尔本赖恩
哈尔本赖恩是奥地利施蒂利亚州拉德克斯堡县的一个市镇。总面积38.66平方公里，总人口1827人，人口密度47.3人/平方公里（2005年）。